# إميلي أولروب
إميلي أولروب (بالدنماركية: Emilie Ullerup)‏ هي ممثلة دانمركية، ولدت في 27 أكتوبر 1984 بكوبنهاغن في الدنمارك.

## أعمال

### أفلام
- (2012) هذا معناه حرب[4][5]

## وصلات خارجية
- إميلي أولروب على موقع IMDb (الإنجليزية)
- إميلي أولروب على موقع روتن توميتوز (الإنجليزية)
- إميلي أولروب على موقع ألو سيني (الفرنسية)
- إميلي أولروب على موقع أول موفي (الإنجليزية)
- إميلي أولروب على موقع قاعدة بيانات الفيلم (الإنجليزية)
- إميلي أولروب على موقع كينوبويسك (الروسية)